# Glaubitz
Glaubitz je obec v německé spolkové zemi Sasko. Nachází se v zemském okrese Míšeň a má přibližně 2 100 obyvatel.

## Historie
První písemná zmínka o vesnici pochází z roku 1271, kdy je zmiňován jistý Berchtoldus de Glubozk. Podobá názvu Glaubitz se prvně objevuje v roce 1520. Roku 1877 byly ke Glaubitz připojeny do té doby samostatné obce Langenberg a Sageritz, roku 1973 pak Radewitz.

## Přírodní poměry
Glaubitz leží v zemském okrese Míšeň západně od velkého okresního města Großenhain. Se svou plochou 14 km² je rozlohou nejmenší obcí okresu. Krajina je převážně zemědělská, jihovýchodně od místní části Glaubitz se rozkládá les Glaubitzer Wald. Severojižním směrem protéká vodní kanál Elsterwerda-Grödel-Floßkanal. Jihem území prochází železniční trať Lipsko–Drážďany, na které se nachází nádraží Glaubitz.

## Správní členění
Glaubitz se dělí na 3 místní části:
- Glaubitz
- Marksiedlitz
- Radewitz

## Pamětihodnosti
- zámek Glaubitz
- větrný mlýn v Glaubitz
- evangelický kostel v Glaubitz